# マルクスハイム
マルクスハイム (ドイツ語: Marxheim) はドイツ連邦共和国バイエルン州シュヴァーベン行政管区のドナウ＝リース郡に属す町村（以下、本項では便宜上「町」と記述する）。

## 地理
マルクスハイムはアウクスブルク開発計画地域、レヒ川がドナウ川に注ぐ河口沿いに位置する。

### 自治体の構成
この町は、公式には12の地区 (Ort) からなる。このうち小集落や孤立農場などを除く集落を以下に列記する。
- ブルック
- ブルクマンスホーフェン
- ガンスハイム
- レヒゼント
- マルクスハイム
- ノイハウゼン
- シュヴァインスポイント

## 歴史

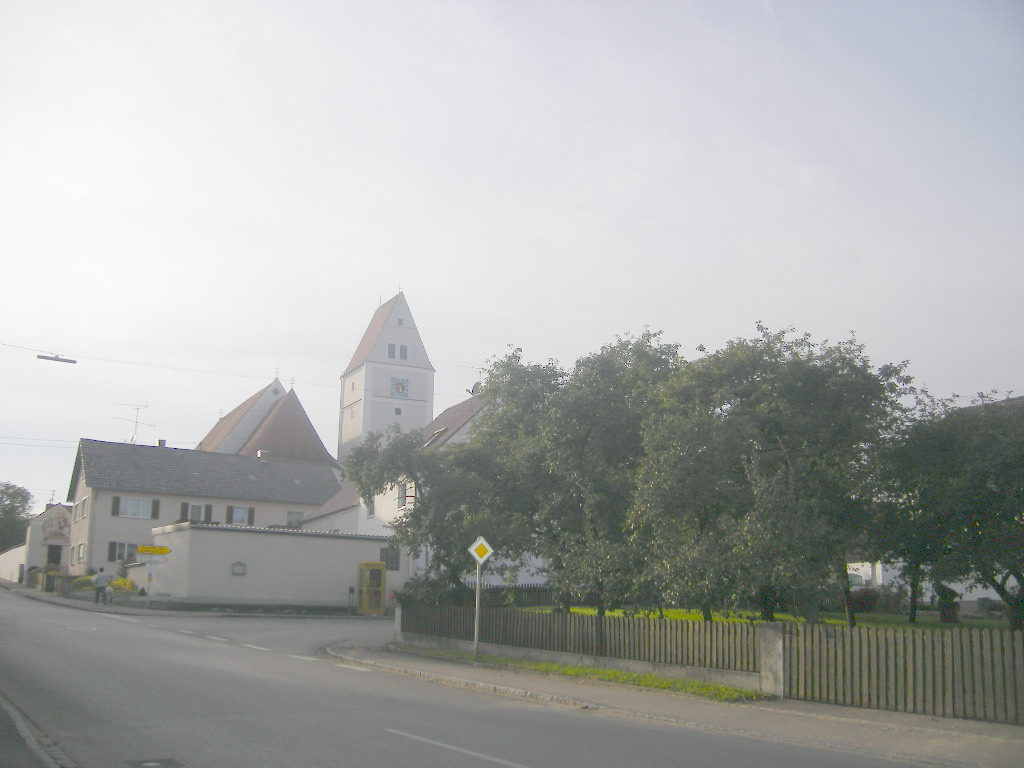
マルクスハイム

この町の町域はかつて、1342年にヴィッテルスバッハ家のものとなったレヒスゲミュント＝グライスバッハ伯の所領に属した。この地域の入植は中世初期のフランク人時代にはすでに始まっていた。マルクスハイムは、レヒスゲミュント伯ベルヒトルトからカイスハイム修道院への1238年の寄贈証書に "Villa Morauchisheim" として初めて記録されている。マルクスハイムのドナウ川の橋は、1343年にレヒスゲミュント伯がここに税関を設けたとして初めて言及されている。しかしこの橋はそれほど長くは存続していなかった。1248年に約1km南西に位置する城がレーゲンスブルク軍によって攻撃され、完全に焼失した。レヒスゲミュント伯はこの城によってドナウ川の通行を遮断していたのである。この城は再建されず、伯の家族はグライスバッハへ移り住んだ。
マルクスハイムは1505年からノイブルク＝ズルツバッハ公領のガイスバッハ裁判区に属し、1777年からはバイエルン選帝侯領の一部となった。現在の町域の中でこの裁判区に含まれるのはガンスハイムやシュヴァインスポイントのホーフマルク周辺地域である。1972年の市町村再編によりブルクマンスホーフェン（ユーバースフェルトを含む）、ガンスハイム、グライスバッハ（レヒスエントを含む）とマルクスハイムが合併し、1977年にノイハウゼン、1978年にシュヴァインスポイントがこれに加わった。

### 人口推移
- 1970年 2,558人
- 1987年 2,536人
- 2000年 2,717人

## 行政
町長はアロイス・シーク (Wahlgem. Friede Gansheim) である。

### 紋章
5回入れ替わる青と金の横縞の地の上に赤いヒョウ。

## 経済と社会資本

### 教育
- 国民学校 1校

## 引用
1. ↑  https://www.statistikdaten.bayern.de/genesis/online?operation=result&code=12411-003r&leerzeilen=false&language=de Genesis-Online-Datenbank des Bayerischen Landesamtes für Statistik Tabelle 12411-003r Fortschreibung des Bevölkerungsstandes: Gemeinden, Stichtag (Einwohnerzahlen auf Grundlage des Zensus 2011)
2. ↑  Bayerische Landesbibliothek Online